# Shadow of the Beast
Pour les articles homonymes, voir Shadow of the Beast (homonymie).
Shadow of the Beast — littéralement, L'Ombre de la Bête — est un jeu vidéo d'action, développé par Reflections et édité par Psygnosis sur Amiga en novembre 1989. Le jeu fut adapté sur Atari ST et micro-ordinateurs 8 bits en 1990. D'autres portages sur consoles ont été réalisés par la suite. À la fois prouesse technologique et réussite esthétique, Shadow of the Beast a acquis un statut culte dans la communauté Amiga.
Le jeu a connu deux suites : Shadow of the Beast II (1990) et Shadow of the Beast III (1992).
Un remake développé par Heavy Spectrum Entertainment Labs est paru en mai 2016 sur PlayStation 4.

## Le jeu

### L'histoire
Shadow of the Beast se déroule dans un univers médiéval-fantastique. Un enfant, Aarbron, fut enlevé à ses parents une nuit sans lune par de mystérieux personnages. Il fut séquestré dans le temple de Necropolis et élevé par les Mages de l'Obscurité, des prêtres-guerriers au service de Maletoth, le Beast Lord (« le Seigneur des Bêtes »). L'enfant subit les expériences sataniques qui visent à faire de lui le messager-guerrier de Maletoth. Les étranges potions et breuvages administrées transforment peu à peu l'humain en une créature étrange, à l'agilité et à la force décuplés. Arrivé à maturité, l'homme-créature a perdu tous souvenirs et accepte longtemps son sort d'esclave. Un jour cependant, en scrutant un globe magique, il découvre l'horrible vérité sur son passé et le massacre de son père. Ivre de vengeance, il se soulève contre ses anciens maîtres et part retrouver le bastion de Maletoth. Mais il doit d'abord affronter la horde de créatures du Beast Lord.

### Système de jeu
Shadow of the Beast est un jeu d'action en 2D, qui mêle combat, plates-formes et exploration. Le but du jeu est de trouver le passage qui mène jusqu'à Maletoth tout en survivant aux nombreux ennemis et pièges qui se dressent en chemin. La partie débute au milieu de la plaine. En partant dans l'une ou l'autre des directions, le personnage rejoint la caverne ou le château. Si la plaine est une vaste étendue horizontale, la caverne et le château sont eux constitués d'un réseau de galeries qui se parcourt à la fois horizontalement et verticalement.
Le personnage peut s'accroupir, sauter, monter et descendre les échelles. Il se débarrasse des ennemis d'un coup de poing ou de pied (lors d'un saut). Le mode de déplacement des ennemis tient beaucoup du shoot them up : les créatures surgissent à vive allure et se contentent de suivre une trajectoire prédéterminée, sans semblant d'intelligence artificielle. Le principe est donc assez basique, mettant en œuvre les réflexes et la précision du joueur ainsi que sa capacité à mémoriser l'emplacement exact des dangers, au pixel près. Les ennemis et les pièges surgissent à un rythme soutenu. Il existe 132 sprites de monstres et dangers, ce qui est beaucoup. Il peut s'agir de trolls, de fantômes, de reptiles, de créatures rampantes ou volantes, des globes oculaires qui rebondissent, des crocs ensanglantés ou des mains géantes qui jaillissent du sol, etc.
L'aspect « aventure » se limite à explorer les galeries à la recherche de quelques objets-clés en vue d'accéder à de nouvelles zones. Des boss bloquent ici ou là le passage et pour espérer les vaincre, le personnage doit d'abord retrouver un pouvoir ou une arme spéciale. L'aspect réflexif est finalement très limité.
Pour terminer l'aventure, le personnage ne dispose que de 12 points de vie. À chaque contact avec un ennemi ou un piège, la jauge diminue d'un point. Quelques rares fioles de vie, dissimulées dans le décor, permettent de régénérer tout ou partie de la santé. La difficulté du jeu est réputée très importante, voire « insurmontable ». Pourtant le jeu est très court et un joueur expérimenté peut le terminer en moins d'une demi-heure. La partie "plaine-caverne-château" représente environ 2/3 de l'aventure. La dernière partie est constituée du « sous-monde », un niveau de shoot them up à défilement horizontal, et du cimetière, une variante nocturne de la plaine.

### Réalisation
Réussite technique, Shadow of the Beast affiche jusqu'à 128 couleurs à l'écran (contre 32 généralement sur Amiga) avec des graphismes particulièrement fins. Le jeu tourne à 50 images par seconde, mais le plus impressionnant pour l'époque demeure le défilement différentiel à 13 plans qui apportent une profondeur inédite au paysage de la plaine. La réalisation technique du jeu est à l'époque comparée aux jeux d'arcade.
Le jeu fut également remarqué pour ses musiques, composées par David Whittaker. L'Anglais a composé six thèmes principaux dont certains sont restés fameux. Les morceaux ont été réalisés sur le synthétiseur Korg M1 et échantillonné à 20 kilohertz, ce qui constituait une qualité sonore inédite pour l'époque. David Whittaker a développé un format de module spécial, le DW, qui portait le nombre de canaux audio à 8, contre 4 généralement. Certains morceaux sont proposés dans l'album musical Immortal, sorti en 1999.
1. Opening
2. Intro
3. Welcome
4. Inside the Tree
5. The Power Orb
6. The Well
7. Aarbron's Revenge
8. To the Castle
9. In the Dark Passages
10. Beyond the Mind and The Reality
11. The Thing
12. Game Over

## Développement
Shadow of the Beast est développé par Reflections, un groupe de jeunes développeurs anglais basé à Newcastle : Martin Edmondson et Paul Howarth avaient tout juste 20 ans au début du développement du jeu. Il s'agissait de leur deuxième jeu sur 16 bits après Ballistix (1988) et de leur deuxième jeu pour le compte de l'éditeur Psygnosis. Le jeu fut spécifiquement développé pour le micro-ordinateur Commodore Amiga 500, une machine sortie en 1987 qui s'imposait sur le marché mais dont les capacités étaient encore largement sous-exploitées. Paul Howarth explique que le projet a débuté par une simple démonstration technique :
« Martin et moi-même rendions visite à Psygnosis pour y terminer Ballistix. Nous en avons profité pour leur montrer la démo technique que j'avais créée afin de démontrer les capacités techniques de l'Amiga. Ils furent si époustouflés par mes 13 couches de défilement qu'ils voulurent signer un nouveau contrat immédiatement. J'étais toutefois assez inquiet : ma démo ne montrait que des scrollings, et je n'étais même pas certain de pouvoir y ajouter un personnage, et encore moins une armée de monstres. Le patron de Psygnosis me rassura : Ne vous inquiétez pas, vous trouverez une solution., et c'est ainsi qu'est né Shadow of the Beast. »
Le développement dure neuf mois. D'abord annoncé pour août 1989, le jeu sort finalement en fin d'année. Seul Martin Edmondson et Paul Howarth sont crédités au générique mais il est probable qu'ils aient été secondés durant le développement par des graphistes internes de chez Psygnosis.
Équipe de développement originale :
- Design, programmation et concept : Martin Edmondson, Paul Howarth
- Musique : David Whittaker
- Illustration et logo: Roger Dean

## Exploitation

### Packaging et publicité
Pour la promotion de ses jeux, Psygnosis avait pris l'habitude de faire réaliser une illustration par un graphiste confirmé. L'image était souvent numérisée et intégrée dans le jeu (comme écran-titre ou comme écran de chargement) mais elle était surtout utilisée pour le packaging et la publicité. Dans le cas de Shadow of the Beast, c'est l'illustrateur Roger Dean, un proche collaborateur de l'éditeur, qui s'est chargé de réaliser cette illustration. Celle-ci représente deux créatures mécaniques aux formes acérées dans un décor apocalyptique à dominante ocre. L'illustration est particulièrement belle mais n'a qu'un rapport lointain avec le jeu, exprimant davantage une idée du jeu (ici, le thème de la bestialité, du dépaysement) que son contenu.
Sur Amiga, le jeu est proposé dans une boîte double largeur qui renferme les deux disquettes, le manuel de jeu ainsi qu'un T-shirt noir flanqué du logo du jeu. Le jeu fut commercialisé aux alentours de 350 francs (53€), contre 250 francs habituellement (38 €).

### Critiques
Shadow of the Beast connaît un important succès critique à sa sortie vers octobre/novembre 1989 en Europe. Le jeu est considéré comme l'un des plus beaux sur micro. Ses qualités techniques sont suffisamment remarquables pour qu'il soit mis en avant sur les bornes de démonstration Amiga 500. Cependant, si la réalisation du jeu fait l'unanimité, son gameplay reçoit des appréciations plus contrastées. Beaucoup l'estiment trop simpliste et trop difficile pour présenter un intérêt à long terme. D'autres parviennent à dépasser les premières frustrations pour découvrir un jeu « extrêmement jouable » au challenge « prenant ».
Dans CU Amiga, Mark Patterson, en dit, en octobre 1989 :
« Shadow of the Beast offre de superbes sons et graphismes - peut-être les meilleurs à ce jour dans un jeu. Ce qui est limité, cependant, c'est la jouabilité. Néanmoins, ça reste un jeu fantastique. Shadow of the Beast est un nom qui ne sera peut-être plus sur toutes les lèvres d'ici cinq ans, mais pour le moment il est indéniablement éblouissant. »
Il s'agit alors du plus gros succès de Psygnosis et le jeu est resté emblématique des productions 16 bits de l'éditeur, à la fois par son achèvement technique et le travail réalisé en termes d'ambiance. C'est l'un des jeux demeurés les plus populaires de l'Amiga. Reflections Software a développé deux nouveaux opus, au gameplay plus riche, et généralement bien accueillis. De manière peu commune, les deux suites sont jugées visuellement inférieures au premier épisode, pourtant sorties une à deux années plus tard. Ces succès permettront au studio de se développer et il sera, par la suite, à l'origine d'autres hits comme Destruction Derby (1995) et Driver (1999).

### Récompenses
La version Amiga a reçu diverses récompenses de « meilleur graphisme » comme European Computer Leisure Award 1990, attribué par la presse européenne, ou le Tilt d'or Canal+ 1989. Le jeu a également reçu les 4 d'Or 1989 de la « meilleure réalisation », de la « meilleure animation » et du « meilleur son ». L'absence de Tilt d'or pour David Whittaker avait été contestée par le journaliste Alain Huygues-Lacour. Selon ses propos de l'époque, publiés dans le magazine Tilt no 74 : « À l'exception de la rédaction de Tilt, David Whittaker est unanimement reconnu comme le meilleur musicien de notre univers vidéoludique. ». Cette année-là, le prix de la « meilleure animation sonore » avait été remis aux Voyageurs du temps.
Le portage sur Master System a lui été honorée du Tilt d'or 1991 du « meilleur jeu d'action/aventure ».

### Portages
| Régions: JP , US , EU | Régions: JP , US , EU |
| Année                 | Plate-forme           |
| --------------------- | --------------------- |
| 1989                  | Amiga                 |
| 1990                  | Atari ST              |
| 1990                  | Amstrad CPC           |
| 1990                  | ZX Spectrum           |
| 1991                  | Commodore 64          |
| 1991                  | FM Towns              |
| 1991                  | Mega Drive            |
| 1992                  | PC Engine             |
| 1992                  | Master System         |
| 1992                  | Lynx                  |
| 1992                  | Super Nintendo        |

À l'origine, seul un portage sur Atari ST est vraisemblablement envisagé mais à la réception enthousiaste du titre, des adaptations sur micro 8 bits et sur consoles furent mises en chantier. À cette époque, Psygnosis a quasiment abandonné le marché 8 bits et ne s'est jusqu'alors jamais aventuré sur le marché des consoles.
Au total, le jeu a été adapté sur dix supports différents. Aucun de ces portages n'a été réalisé par l'équipe originale, déjà affairée au développement du second épisode. La version Amiga est généralement considérée comme la plus aboutie. Indépendamment de considérations techniques, les adaptations consoles, apparues deux ans après la version originale, apportaient trop peu de nouveautés pour ne pas accuser le poids des années. Cependant, ces portages ont été l'occasion d'assouplir la jouabilité un peu « raide » de l'original et de réduire la difficulté de jeu (présence de continue, jauge de vie plus importante).
Les versions japonaises sont sorties sous le titre Shadow of the Beast: Mashou no Okite (シャドー･オブ･ザ･ビースト 魔性の掟).

#### Atari ST
La version Atari ST, développé par Eldrich The Cat (programmation de Mark Mc Cubbin), sort fin 1990. La conversion est jugée décevante avec un rendu visuel et sonore en deçà des attentes (moins de couleurs affichées, réduction du nombre de parallaxes et surtout absence de plein-écran) et une animation étonnamment lente.
Voici une explication à propos de Beast version atari ST traduite de l'anglais fournie par Mark Mc Cubbin lui-même[réf. nécessaire] :

« Shadow of the Beast s'est très bien vendu sur ST (Il fut numéro un deux années de suite dans les panels de vente). En ce qui concerne les détails, je suis ravi de les partager ci-dessous :
Je sais que certains gars de la scène démo pensaient que le jeu aurait pu être plus réussi et à dire vrai il y avait des parties qui auraient pu être mieux, cependant, le développement d'un jeu est fait de compromis et ce fut le cas ici. Dans la première version du jeu, j'ai utilisé les mêmes graphismes que la version Amiga qui tournait à 50/60 fps ; cependant, elle demandait une quantité diabolique de mémoire étant donné que l'astuce utilisée était de pré-calculer le scrolling parallaxe (pour la section souterraine, laquelle était seulement composée de deux couches) puis déplacer simplement les « tiles » graphiques à l'aide de l'instruction « movem.l » à l'écran dès que nécessaire. La vérité est que cela n'était pas raisonnable (ça aurait été un jeu pour machine dotée d'1 mo contre 512 ko sur Amiga).
Après plusieurs hésitations, il fut décidé que cette version serait lancée soit en version 1 meg seulement ou sur le STE (et bien entendu nous aurions alors pu utiliser le scrolling matériel). Finalement, la version qui fut utilisée pour la section souterraine utilisait un bitplan pour la couche d'arrière-plan de la parallaxe et deux bitplans pour la couche de premier plan, ceci permettait à chaque couche graphique d'être dessinée indépendamment à l'écran aussi vite que possible sans avoir à utiliser un énorme tampon de pré-calcul. Néanmoins j'ai malgré tout pré-calculé les blocs déplacés, en arrangeant soigneusement la palette de manière que les couleurs paires et impaires soient les mêmes pour les huit couleurs dans la palette ; cela voulait dire que je pouvais dessiner n'importe quoi dans le premier bitplan et cela n'affecterait pas la couche de premier-plan.
Pour les sprites, à cause des contraintes mémoires, à nouveau je ne pouvais pas pré-déplacer (pre-shifting) ces derniers à cause de la vitesse (comme toujours, la façon la plus rapide pour dessiner était via l'instruction « movem.l »), donc j'ai utilisé une autre astuce par le biais de l'instruction « movep.l », laquelle permettait d'écrire les données graphiques on limites paires à travers l'écran entrelacé du ST. J'avais des routines sprite « maison » pour les limites paires et impaires pour la vitesse (versions qui utilisaient l'instruction « movep » et d'autres utilisant directement « movem »).
Il y avait des compromis similaires pour les sections où il y a des arbres (section de la plaine), (les 11 couches de parallaxes), j'ai écrit un émulateur de copper sur le Timer B qui modifiait lourdement la palette pour obtenir toutes les couleurs voulues, les gros arbres étaient tous des sprites pré-calculés.
Cependant bien sûr, faire ceci réduisait largement le temps CPU disponible (le st étant mono-processeur) mais était nécessaire pour obtenir toutes les couleurs supplémentaires pour que ça ait l'air à peu près décent. À dire vrai, si je n'avais pas eu à faire un jeu, hé bien oui, j'aurais pu avoir mon scrolling pré-calculé faire son petit effet, ça aurait ressemblé à la version Amiga (Je l'avais déjà pour premier prototype). Psygnosis décida de ne pas faire de version 1 méga seulement ou même une version STE, malheureusement. Au même moment on a fini par faire la version ST de Flimbo's Quest, c'était aussi un sacré morceau sur l'Amiga. Cette fois on a pu avoir 2 couches avec toutes les couleurs parce qu'on pouvait pré-calculer la parallaxe…
Et encore, dans l'ensemble, j'étais plutôt satisfait de Beast ST étant donné les contraintes, que beaucoup d'entre vous n'ont pas dans la démo-scène ST… »

— Mark Mc Cubbin

#### Amstrad CPC64/128 et ZX Spectrum
Les adaptations Amstrad CPC et ZX Spectrum sont développées par Spidersoft et éditées par Gremlin Graphics. Compte tenu des capacités limitées des machines, elles sont jugées réussies. Le jeu a été proposé à la fois sur support disquette et cassette. Le programmeur CPC et ZX Spectrum est Steve Marsden (source : http://www.indeed.com/r/Steve-Marsden/34523c055c79283a?sp=0) La musique de la version CPC et ZX Spectrum ont été réalisées par Ben Daglish.

#### Commodore 64/128
L'adaptation sur Commodore 64 est développée par DMA Design (programmation de Richard Swinfen, graphisme de Steven Hammond et bande-son de Fredrik Segerfalk pour Sonic Graffiti) et édité par Ocean Software. Uniquement disponible sur cassette, elle est jugée « brillante ». Le joueur bénéficie de 25 points de vie, soit le double que pour la version Amiga. Le niveau de shoot them up a été supprimée.
une version cartouche existe destinée principalement aux possesseurs de C64GS.

#### FM Towns
Cette version CD-ROM, éditée par Victor Interactive Software sur le micro 32bits japonais FM Towns, est l'une des plus réussies. Elle contient une nouvelle intro et des animations supplémentaires. Les graphismes sont recolorés et la jouabilité est assouplie. Elle fut uniquement éditée au Japon.

#### Mega Drive
L'adaptation Mega Drive est réalisée par WJS Design (programmation de Steven E. Hayes) et éditée par Electronic Arts en occident et Victor Interactive au Japon. En dépit de limitations techniques, cette version est relativement proche de la version originale, avec une jouabilité et une difficulté assouplie. L'apparition d'un compteur de points rappelle l'héritage arcade du titre. À noter que les graphismes de la version Japonaise diffèrent légèrement de la version occidentale.

#### PC Engine
Réalisé par DMA Design sous la direction de Dave Jones (programmation de Michael Dailly), la version PC Engine est disponible au format Super CD-ROM² et est titrée Shadow of the Beast Complete. Elle est considérée comme la plus réussie des versions consoles avec des graphismes et surtout une bande-son fidèle à l'originale. Les écrans de chargement, fixes sur les autres versions, sont désormais animés. Le jeu est édité par Turbo Technologies et Victor Interactive (au Japon).
| Plate-forme   | Tilt  | Gen 4 | Joyst. |
| ------------- | ----- | ----- | ------ |
| Amiga         | 17/20 | 96 %  | 18/20  |
| Atari ST      | 10/20 |       | 60 %   |
| Amstrad CPC   | 14/20 |       | 86 %   |
| Mega Drive    |       | 78 %  | 82 %   |
| PC Engine     |       |       | 88 %   |
| Master System | 19/20 |       | 92 %   |
| Lynx          |       |       | 96 %   |

#### Master System
La version Master System, développée et édité par TecMagik, sort en avril 1992, uniquement en Europe. Elle a la particularité d'avoir subi quelques réaménagements bien pensés (énigmes, ajout d'un inventaire).

#### Super Nintendo
La version Super Nintendo, appelée Super Shadow of the Beast, est celle qui prend le plus de liberté avec l'original. Les niveaux sont modifiés (particulièrement celui du cimetière) avec des ennemis, des pièges et des mécanismes différents. Une refonte visuelle avec des teintes chaudes, des musiques dénaturées et des bruitages très cheap l'éloignent du style originel. Le jeu est édité par IGS aux États-Unis.

#### Lynx
La version Lynx, développée par Digital Developments et éditée par Atari Corporation, est considérée comme l'un des jeux plus aboutis de la console. Le titre se rapproche par certains aspects de la version Super Nintendo, dont il reprend quelques monstres et mécanismes. Les phases de plate-forme sont parfois plus prononcées et le niveau du château a été modifié et rallongé pour compenser la suppression du niveau du « sous-monde ». Le jeu est programmé par Andrew Bond, avec des graphismes de Andrew Bond et Garvan Corbett (Psygnosis) et une bande-son adaptée par Tim Swan.

### Portages amateurs
D'autres adaptations non officielles, réalisées par des développeurs amateurs, ont également vu le jour sur compatible PC (Linux, Windows) et Macintosh, parfois avec une remise à jour graphique. Un projet sur Atari 8-bit a également été initié.

### Compilation
Shadow of the Beast est réédité en 1991 sur Amiga et Atari ST dans la compilation Monster Pack Volume 1 (Psygnosis). Une rumeur avance l'existence sur Amiga CD32 de Shadow of the Beast Trilogy, une compilation des trois épisodes de la série, mais elle est infondée.